# 格里普維恩 (阿肯色州)
格雷普維恩（英語：Grapevine）是位於美國阿肯色州格蘭特縣的一個非建制地區。該地的面積和人口皆未知。

## 地理
格雷普維恩的座標為34°08′44″N 92°18′56″W / 34.14556°N 92.31556°W，而該地的平均海拔高度為78米（即256英尺）。